# Spéracèdes
Spéracèdes (Speiraceta in italiano desueto) è un comune francese di 1 176 abitanti situato nel dipartimento delle Alpi Marittime della regione della Provenza-Alpi-Costa Azzurra.

## Storia

### Simboli
La capra ricorda che Spéracèdes divenne autonomo solo nel 1911 staccandosi dal comune di Cabris; la corona e il fiore di giglio sono attribuiti di san Casimiro.

## Società

### Evoluzione demografica
Abitanti censiti